# Русификация Финляндии
Русификация Финляндии (фин. sortovuodet, швед. förtrycksperioderna i Finland) — политика Российской империи в отношении Великого княжества Финляндского в конце XIX — начале XX века, направленная на постепенную ликвидацию автономии Финляндии, её интеграцию в состав империи и введение на её территории законов империи.
При этом основной закон Финляндии, Закон о форме правления Швеции 1772 года (конституция, как его назвал Александр I на Боргоском сейме), также оставался в силе, что позволяло недовольным обвинять власти в «беззаконии». Наиболее последовательно политика русификации проводилась в период 1899—1905 и 1908—1917 годов, вошедший в финскую историографию под названием «время гонений» (фин. sortokaudet/sortovuodet). Основными вехами русификации являлись:
- Февральский манифест 1899 года, установивший право великого князя издавать законы без согласования с представительными органами власти Финляндии;
- Манифест 1900 года о введении русского языка в делопроизводстве финской администрации наравне со шведским и финским языками[1];
- Закон о призыве в армию 1901 года, ликвидировавший отдельные финские вооружённые силы и включивший их в состав армии Российской империи;
- Закон о порядке издания касающихся Финляндии законов и постановлений общегосударственного значения 1910 года, резко ограничивший права финского сейма в пользу государственной думы и, частично, правительства Российской империи;
- Роспуск парламента и репрессии в отношении финских сепаратистов в 1910—1914 годах.

Политика русификации способствовала подъёму финского национального движения, в период Первой мировой войны переросшее в борьбу за независимость Финляндии. В отличие от ряда других национальных окраин Российской империи, русификация Финляндии проводилась прежде всего в административно-правовой сфере и практически не затронула культуру и систему образования страны. Она выражалась, по большей части, в попытках интеграции финской экономики в общероссийскую, приведении государственного устройства и законодательства Финляндии к общероссийским нормам и создании единой оборонительной системы.

## Предыстория
Великое княжество Финляндское, образованное в 1809 году после присоединения Финляндии к Российской империи (в 1811 году в административном порядке к княжеству была присоединена Выборгская губерния с переходом под его юрисдикцию), на протяжении XIX века обладало достаточно широкой степенью автономии, собственной конституционной системой, отличным от империи календарём, законодательством и парламентским представительством. Сохранение этой системы было обещано Александром I на Боргоском сейме. Управление осуществлялось Сенатом, номинально возглавляемым русским генерал-губернатором. Финляндия имела собственную валюту (марку), а государственным языком великого княжества с 1883 года являлся, помимо шведского, также и финский. К концу XIX века, после ликвидации автономии царства Польского, Финляндия наряду с Хивинским ханством и Бухарским эмиратом оставалась одной из немногих территорий в составе Российской империи, пользующихся столь широкой внутренней самостоятельностью.
С момента присоединения Финляндии к России все прочие подданные Российской империи были поражены в правах на территории великого княжества: они не только не имели политических прав, но и их правоспособность в целом была ограничена до минимума, причём ограничение это практиковалось строго по этническо-конфессиональному признаку и не распространялось, например, на финнов, шведов и немцев-лютеран. В ранний период «русификация» проявлялась, прежде всего, в восстановлении ряда исторических названий на Карельском перешейке, заменённых на финские в период между Столбовским и Ништадтстким миром.
В конце 1890-х годов в империи усилились тенденции централизации, начался новый виток политики русификации национальных окраин, целями которой, в частности, были ликвидация сепаратистских устремлений нерусских народов, вовлечение их в российскую культурную общность и ужесточение административного контроля над национальными меньшинствами империи. Одним из главных рычагов этой политики стало введение русского языка в школах и государственных учреждениях в качестве обязательного. Кроме того, конституционная система Финляндии резко контрастировала с самодержавием, господствующим на остальной территории империи. С другой стороны, в условиях осложнения международных отношений на рубеже веков сильно возросло военно-стратегическое значение Финляндии, которая могла быть использована любой сильной европейской державой в качестве базы для нападения на Россию, что ставило под угрозу безопасность Санкт-Петербурга.

## Русификация в 1899—1905 годов
Начало планомерной русификации Финляндии было связано с назначением в октябре 1898 года генерал-губернатором Финляндии Николая Ивановича Бобрикова. Уже в феврале 1899 года император Николай II подписал манифест, которым утвердил право монарха издавать обязательные к исполнению на территории Финляндии законы без согласования с финляндским сеймом и финляндским сенатом страны. Февральский манифест существенно ограничивал конституционную систему Финляндии и приближал правовой статус великого княжества к статусу других российских регионов. Это вызвало массовые протесты в Финляндии. Петиции с просьбой к императору отменить Февральский манифест собрали более 500 000 подписей. На их основе был составлен «Большой адрес», который вскоре был представлен Николаю II. Однако император не счёл нужным принять во внимание обращение своих финских подданных. В 1900 году был издан новый манифест о языке, в соответствии с которым языком делопроизводства и администрации (через девяносто лет после присоединения к Российской империи) был объявлен русский язык. Наконец, в 1901 году последовал новый закон, который ликвидировал отдельные финские вооружённые силы, предназначенные для обороны великого княжества, и включил их в состав единой армии Российской империи, сделав формально возможным использование финских военнослужащих в любых концах империи. Был закрыт Финляндский кадетский корпус.
Эти законодательные акты вызвали резкое возмущение в Финляндии. Первоначально в политической системе великого княжества сложилось две, примерно равные по силам, группировки — конституционалисты (Партия младофиннов и Шведская партия), выступавшие за восстановление традиционной конституции страны и прекращение политики русификации, и так называемые «покладистые» («старые финны»), сторонники компромисса с Россией и опоры на неё в борьбе с усилением шведского влияния в Финляндии. Однако по мере усиления русификации и, особенно, после утверждения манифеста о воинской повинности 1901 года, позиции «покладистых» всё более слабели, а общественное мнение страны радикализировалось в антироссийском духе. В стране участились забастовки и стачки, стало расширяться применение тактики «пассивного сопротивления». Так, в 1902 году на призывные пункты явилась только половина финских призывников, обязанных к военной службе по манифесту 1901 года. После ряда достаточно неприятных прецедентов российское правительство пришло к выводу о ненадёжности финских солдат и уменьшило квоту призыва в Финляндии, введя одновременно налог на освобождение от военной службы. В то же время ужесточались меры против оппозиции: сторонники финской конституции вытеснялись с должностей в государственной системе, усилилась цензура, а в 1903 году Н. И. Бобрикову были предоставлены особые полномочия. Хотя в том же году было разгромлено финское тайное общество «Кагаль», боровшееся против русификации страны, его члены нашли убежище в Швеции и продолжили оттуда революционную работу, войдя в контакт с российскими террористическими группами социалистической направленности. 16 июня 1904 года в Гельсингфорсе финским националистом Эйгеном Шауманом был убит генерал-губернатор Н. И. Бобриков.

## Восстановление конституции в 1905—1908 годах
С началом русско-японской войны радикальные группы финских националистов получили финансовую помощь от японского правительства через полковника Акаси и закупили оружие для организации восстания с целью провозглашения независимости Финляндии. Однако крушение судна, доставлявшего вооружение, привело к провалу этого плана. Тем не менее, во время революции 1905 года в Финляндии резко усилилось стачечное и забастовочное движение, участились выступления оппозиции, требующей восстановления конституции страны. Это движение завершилось победой: манифестом 17 октября 1905 года император приостановил действие русификационных законов и особых полномочий генерал-губернатора.
Ослабленное революционными выступлениями в 1905—1907 годах и поражением в русско-японской войне правительство Российской империи с конца 1905 года прекратило политику русификации в Финляндии и восстановило действие старой финской конституции.
Более того, в 1906 году была проведена реформа представительного органа Финляндии — устаревший сословный сейм был заменён однопалатным парламентом Эдускунтой (фин. eduskunta) (также по традиции именовавшимся в России сеймом), избираемым по принципу всеобщего избирательного права. 7 (20) июля 1906 года Николай II утвердил принятый сеймом новый сеймовый устав, предусматривавший введение однопалатного парламента, избираемого на основе всеобщего равного избирательного права всеми гражданами с 24-летнего возраста. Число лиц с правом голоса увеличилось со 125 000 до 1 125 000 человек. Финляндия стала второй страной мира после Новой Зеландии, где избирательные права получили женщины.

## Русификация в 1908—1917 годах
После революции 1905—1907 годов политика Российской империи в Финляндии вновь приобрела характер постепенной русификации и ограничения финской автономии. По инициативе премьер-министра России П. А. Столыпина возобновилось наступление на прерогативы финского парламента.
Законом 17 июня 1910 года, его полномочия были существенно ограничены, из его ведения были выведены целый ряд вопросов, в том числе воинская повинность, государственный язык, контроль над программами преподавания, порядок проведения собраний, вопросы печати, таможенные тарифы и др.
Компетенцией императора, Государственного совета и Государственной думы Российской империи были объявлены все вопросы, если только они не относятся исключительно к одним только внутренним делам княжества. В 1910 году парламент Финляндии был распущен. Вновь были расширены права генерал-губернатора, русский язык оставался официальным языком административных учреждений. 2 февраля 1912 года вышел закон об уравнении в правах русских граждан с финнами в пределах Финляндии.
К 1914 году автономия Финляндии была резко ограничена. Репрессии по отношению к финским националистам и углубляющаяся русификация страны вызывала рост антироссийских настроений и подъём движения за суверенизацию Финляндии, вплоть до провозглашения её независимости. После начала Первой мировой войны существенно ухудшилась экономическая ситуация в стране, в Финляндии были размещены значительные контингенты российской армии. Хотя созыв парламента был возобновлён, в ноябре 1914 года в финской прессе были опубликованы секретные материалы российского правительства, свидетельствующие о наличии долгосрочной программы русификации страны. Это способствовало радикализации национального движения Финляндии. Часть финнов стала симпатизировать державам Тройственного союза, а в Германии начали формироваться военные части финских сепаратистов (финские егеря), которые в дальнейшем участвовали в боях на восточном фронте. Национальное движение за независимость Финляндии получило развитие в ходе Первой мировой войны при поддержке кайзеровской Германии, которая поддерживала многие антиправительственные движения стран Антанты, стремясь ослабить врагов изнутри. Германским правительством также поддерживались различные финские националистические движения. На выборах 1916 года в парламент победила оппозиционная социал-демократическая партия Финляндии.
Февральская революция 1917 года в России вызвала подъём сепаратистского движения в Финляндии. Со свержением Николая II личная уния Финляндии и России была де-факто ликвидирована. В марте 1917 года финская конституция была восстановлена. Первоначально сейм Финляндии, в котором большинство составляли социал-демократы, и сенат сотрудничали с Временным правительством, однако отказ последнего незамедлительно решить вопрос о том, кому принадлежит высшая власть в Великом княжестве до созыва Учредительного собрания, в России привёл к конфликту между финскими социал-демократами и российским правительством.
18 июля 1917 года по инициативе социал-демократов сейм принял закон о восстановлении автономных прав Финляндии, резко ограничивавший полномочия российского правительства в отношении Финляндии (за исключением вопросов обороны и международных отношений). Этот закон был отменен Временным правительством, финский парламент распущен, а его здание занято русскими войсками. На новых выборах победили более консервативные силы, которые пошли на уступки Временному правительству. В самой Финляндии начались столкновения между социал-демократами и правоцентристами, политические убийства, быстро формировались отряды «белой» и «красной гвардий».

## Провозглашение независимости
Надежды на соглашение с Всероссийским учредительным собранием исчезли с приходом к власти большевиков. После отречения императора от престола в марте 1917 года и длительном отсутствии претендентов на престол создалась ситуация, позволившая парламенту Финляндии юридически, согласно § 38 конституции, выбрать новую верховную власть в стране, — 6 декабря 1917 года была провозглашена независимость Финляндии. Решение не было оспорено новой российской властью, более того, правительство Ленина первым признало независимое государство 18 (31) декабря 1917 года.